# Piedralaves (kommunhuvudort)
Piedralaves är en kommunhuvudort i Spanien.   Den ligger i provinsen Provincia de Ávila och regionen Kastilien och Leon, i den centrala delen av landet, 90 km väster om huvudstaden Madrid. Piedralaves ligger 715 meter över havet och antalet invånare är 2 135.
Terrängen runt Piedralaves är varierad. Runt Piedralaves är det mycket glesbefolkat, med 5 invånare per kvadratkilometer. Närmaste större samhälle är Sotillo de la Adrada, 10,3 km öster om Piedralaves. 